# 藤原時明
藤原 時明（ふじわら の ときあきら）は、平安時代中期の貴族。藤原北家魚名流、摂津守・藤原佐忠の子。官位は正五位下・山城守。

## 経歴
円融朝で六位蔵人兼刑部少丞を務める。その後、一条朝初頭にかけて上野介・和泉守と地方官を務めた。正暦2年（991年）頃に皇太后宮進および東三条院別当として、一条天皇の国母であった藤原詮子に仕え、この頃には右衛門権佐も兼帯している。
のち、大和守・山城守と地方官を歴任し、位階は正五位下に至る。長徳4年（998年）頃に卒去したか。

## 官歴
- 天禄3年（972年） 10月21日：見六位蔵人兼刑部少丞[1]
- 時期不詳：上野介[2]
- 永延元年（987年） 6月10日：見和泉守[3]
- 永祚2年（990年） 9月15日：見和泉守[3]
- 正暦元年（990年）頃：兼右衛門権佐?[4]
- 時期不詳：皇太后宮進
- 正暦2年（991年） 9月16日：東三条院別当[5]
- 時期不詳：大和守[2]
- 長徳2年（996年） 日付不詳：見山城守[6]
- 長徳4年（998年） 日付不詳：卒去?（正五位下）[6]

## 系譜
『尊卑分脈』による。
- 父：藤原佐忠
- 母：不詳
- 妻：藤原忠君の娘
  - 男子：藤原頼任